# Тхач
Тхач — река в России, протекает по территории Мостовского района Краснодарского края. Берёт начало на склонах гор Большой и Малый Тхач. Устье реки находится в 4 км по левому берегу реки Ачешбок. Длина реки — 13 км, площадь водосборного бассейна — 36,6 км².

## Данные водного реестра
По данным государственного водного реестра России относится к Кубанскому бассейновому округу, водохозяйственный участок реки — Лаба от истока до впадения реки Чамлык. Речной бассейн реки — Кубань.
Код объекта в государственном водном реестре — 06020000712108100003595.